# Commensacq
Commensacq é uma comuna francesa na região administrativa da Nova Aquitânia, no departamento de Landes. Estende-se por uma área de 71,24 km². Em 2010 a comuna tinha 437 habitantes (densidade: 6,1 hab./km²).